# Stadio Zosimades
Lo stadio Zosimades (in Greco: Εθνικό Στάδιο Ιωαννίνων "Ζωσιμάδες) costruito nel 1952 dai fratelli Zosimades, grandi benefattori della Grecia, provenienti da Giannina. Lo stadio Zosimades ha una capacità di più di 7500 posti, si trova all'interno della città di Giannina. Lo stadio ha una grande baia riparata nella parte sud-orientale. Gli altri tre lati sono coperti da poche file di posti a sedere intorno all'arena. In precedenza, era coperta solo la tribuna di fronte alla attuale grande piattaforma coperta, ma un forte vento, nel 1993 distrusse completamente il tetto. Così, anche oggi tra i sostenitori stand è chiamato "vecchio coperto.

## Attività extracalcistiche

### Concerti
Il 5 luglio 2010 nello stadio Zosimades si è tenuto il concerto della band tedesca degli Scorpions.
| Data           | Artista          | Tour | Spettatori  |
| -------------- | ---------------- | ---- | ----------- |
| 5 Luglio 2010  | Scorpions        |      | [ 3 ] [ 4 ] |
| 19 Luglio 2013 | Paschalis Terzis |      |             |